# Devon Aoki
Devon Edwenna Aoki (New York, 10 augustus 1982) is een Amerikaans actrice van Japanse afkomst.
Aoki's vader Rocky is een voormalig olympisch worstelaar en werd later eigenaar van de Benihana Steakhouse-keten. Haar moeder, Pamela Hilburger, is juwelier. Aoki's halfbroer Steve is dj.
Toen Aoki dertien was, werd ze model. Ze maakte in 2003 haar filmdebuut.

## Filmografie
- 2017: Double Dutchess: Seeing Double haarzelf (documentaire)
- 2016: I'll Sleep When I'm Dead - haarzelf (documentaire)
- 2015: Jeremy Scott: The People's Designer - haarzelf (documentaire)
- 2009: Rosencrantz and Guildenstern Are Undead - Anna
- 2008: Mutant Chronicles - Cpl. Valerie Duval
- 2007: War - Kira
- 2006: Friendly Fire - Meermin (musical)
- 2006: DOA: Dead or Alive - Kasumi
- 2005: Sin City - Miho
- 2004: D.E.B.S. - Dominique
- 2003: 2 Fast 2 Furious - Suki
- 2003: Death of a Dynasty - Picasso

- Bibliothèque nationale de France: cb15116994b (data)
- Catàleg d'autoritats de noms i títols de Catalunya: 981058513709306706
- Gemeinsame Normdatei: 1062205820
- International Standard Name Identifier: 0000 0001 0893 7242
- Library of Congress Control Number: no2010182488
- MusicBrainz: 0fec7a85-52e5-4a27-8831-7f968c2511f9
- Virtual International Authority File: 44601021
- WorldCat: E39PBJhXcdKtkvhV87QkG4W4bd